# AEC Regent III RT
AEC Regent III RT je dvoupatrový autobus vyráběný společností Associated Equipment Company jako jedna z variant základního typu Regent III. Byl to standardní autobus městské dopravy v Londýně v 50. letech 20. století, během 60. let začal byt nahrazován dnes více známým AEC Routemasterem.

## Předválečné období
Společnost London Transport si objednala 338 podvozků, které byly ve výrobě, když se rozzuřila válka, v září 1939.

## Období po válce
Výroba typu RT byla obnovena ke konci roku 1946. Nová vozidla byla mírně modifikována, ale vzhledem byla velmi podobná předválečné sérii.
Hlavní rozdíly:
1. Cedule s cílovou destinací byla umístěna přímo nad řidičem.
2. Číslo linky vepředu nad horními okny zůstalo, ale odstraněno bylo vzadu.
3. Karoserie byla zhotovována vícero společnostmi.
4. Počet větracích otvorů pod čelním sklem byl snížen z 6 na 4

V součtu získal London Transport 4 674 kusů z poválečné výroby mezi léty 1947 a 1954. Několik málo vozidel sloužilo také na trasách vně Londýna.
Avšak celkově bylo vyrobeno až 6 956 kusů, 4 825 typu RT, 1 631 typu RTL a 500 typu RTW.
Úplně poslední kus (RT624), nyní uchovaný u společnosti Ensignbus, vydržel ve službě na lince č. 62 do 7. dubna 1979.
Jak již bylo zmíněno, ne všechna vozidla AEC Regent III RT byla objednána do Londýna. Mezi léty 1946 1951 bylo 101 vozidel dodáno deseti dalším společnostem.

## Záchranný autobus

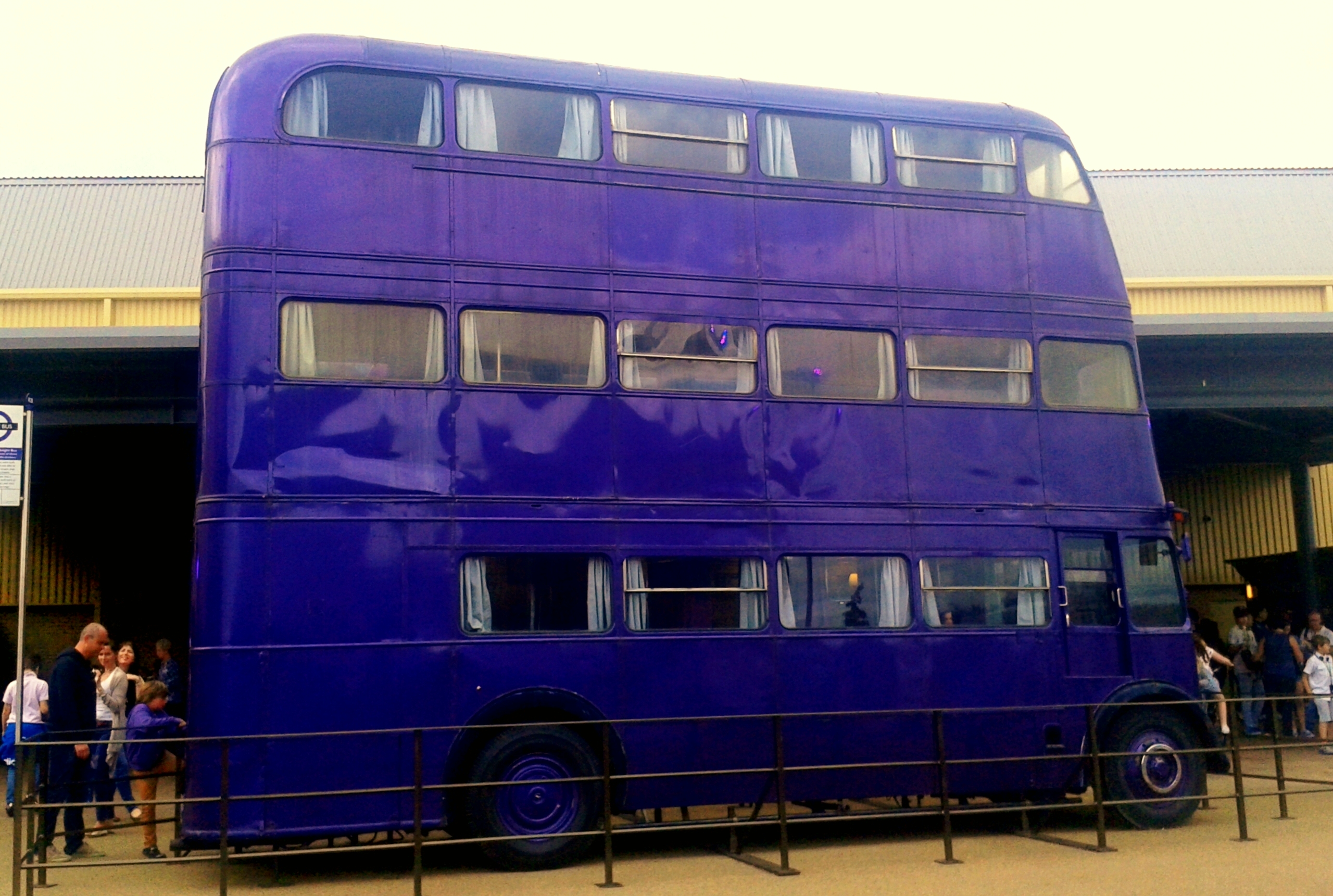

Tři vozidla typu RT byla použita pro sestavení jednoho třípatrového autobusu, tzv. Záchranného autobusu, pro film Harry Potter a vězeň z Azkabanu.